# Farkas Bence (zeneszerző)
Farkas Bence (Várpalota, 1993. május 18. —) magyar zeneszerző, zenei rendező, a Liszt Ferenc Zeneművészeti Egyetem zeneszerzés tanszék óraadó oktatója.
Főként film- és színházi zenék komponálásával foglalkozik, emellett számos nagyjátékfilm szimfonikus hangszerelését és zenei rendezését készítette el. 2020-ban a Művészetek Palotája őszi zeneműpályázat filmzene kategória díjnyertese lett.

## Életpályája
Édesapja Farkas László hegedűművész, édesanyja Szász Marianna szolfézstanár. Zenei tanulmányait hatévesen kezdte zongora szakon, később a zongora mellett zeneelméletet, zeneszerzést és stúdió technikát tanult a budapesti Szent István Király Zeneművészeti Szakgimnázium diákjaként. 2014-ben felvételt nyert a Liszt Ferenc Zeneművészeti Egyetem alkalmazott zeneszerzés tanszakára, ahol Varga Judit és Balázs Ádám tanítványaként mesterfokozatú zeneszerző diplomát szerzett kiváló minősítéssel. 
Ez idő alatt két nemzetközi verseny, a varsói Film Music Festival és az Oticons Faculty elődöntőse volt, utóbbi versenyen 222 jelentkezőből a 9. helyen végzett, magyarként egyedül az első tízben. Részt vett továbbá a European Composers Program “Confusing Inspirations” programjában, mely során lengyel, lett, román és osztrák szerzőkkel közösen végzett népzenekutatást Lettországban.
Akadémiai tanulmányait követően számos film, színházi, táncszínházi előadás zenéjét írta, dolgozott többek között a Pannónia Filmstúdió, az Örkény István Színház, a Vígszínház, a Nemzeti Táncszínház, a Bartók Kamaraszínház és független rendezők, popegyüttesek zenei munkatársaként (bővebben ld. műjegyzék). 2020-ban a Művészetek Palotája őszi zeneműpályázat filmzene kategória díjnyertese, 2021-ben a Liszt Ferenc Zeneművészeti Egyetem zeneszerzés tanszék óraadó oktatója lett. Jelenleg filmek, színdarabok kísérőzenéivel, "Symphonic Live" hangszerelésekkel, hazai és külföldi nagyjátékfilmek zenei rendezésével és stúdió felvételével foglalkozik.

## Műjegyzék

### Filmzenék
- Tanulság (2016, r. Frányó István)
- A paplanos (2017, r. Ugron Réka)
- Shivamantra (2017, r. Talum Fruzsina)
- TAMAH (2017, r. Erhan Yürük, az FMF Young Talent Awards keretében)
- Anyáknapja (2018, r. Vermes Dorka)
- A Játékgyáros (2018, r. Hegyesi Fanni)
- UPC Go Social (2018, reklámzene)
- Orbital Access (2018, reklámzene)
- Szeretet, Éhség (2018, Ökomenikus Szeretetszolgálat, társadalmi célú hirdetés)
- Körhinta (részlet) (2020, r. Fábri Zoltán, a BLEND 2020 élő zeneszerzés workshop előadás keretében)
- Az Aranyember (2020, r. Korda Sándor, a MÜPA őszi zeneműpályázat keretében)
- Richter Főnix: Beatrix (2021, r. Halász Glória)
- Addie and the Lightning Bugs (2022, r. Alexander Jeffery)
- Clownfish (2023, r. Clayton Henderson)
- Clean Break (2024, r. Brittany Fallow)
- Peeping Todd (2024, r. Josh Munds)
- Paraván (2024, r. Halász Glória)
- Csillagok (2024, r. Halász Glória)
- Patina (2024, r. Jake Hull)

### Filmzenék (hozzáadott zene)
- Gipsy Queen (2019, osztrák-német film, r. Hüseyin Tabak)
- A feleségem története (2021, r. Enyedi Ildikó)
- Tony, Shelly and the Magic Light (2023, r. Filip Posivac)

### Színházi és táncszínházi zenék
- Pancsatantra (2016, Színház- és Filmművészeti Egyetem)
- Madárlány (2016, Színház- és Filmművészeti Egyetem, r. Szilágyi Bálint)
- Az aranjuezi szép napok (2016, Bethlen Téri Színház, r. Szilágyi Bálint)
- Deus Ex Machina (2018, Bethlen Téri Színház, r. Finta Gábor)
- Twist Oliver musical (2019, Bartók Kamaraszínház, r. Csadi Zoltán, társszerző: Sulyok Benedek)
- Hamupipőke (2020, Noir Színház, hozzáadott zene)
- Hókirálynő (2020, Noir színház, hozzáadott zene)
- Nem leszek a játékszered (2020, Bartók Kamaraszínház, hangszerelés és zenei vezetés, r. Csadi Zoltán)
- Csipike és Kukucsi (2021, Bartók Kamaraszínház, r. Tőkés Imola)
- Csehov: Sirály (2022, Nemzeti Táncszínház, r. Feledi János, társszerző: Mester Dávid)
- Szex. Újra. El. (2022, Örkény István Színház, r. Schwechtje Mihály)
- Én vagyok (2022, Bartók Kamaraszínház, r. Csadi Zoltán)
- Witold Gombrowicz: Operetka (2022, Tomcsa Sándor Színház, r. Szilvay Máté)
- Csalódások (2024, Bartók Kamaraszínház, r. Csadi Zoltán)
- Tündér Lala (2024, Bartók Kamaraszínház, r. Garajszki Margit)

### Klasszikus szimfonikus és kamara darabok
- Gyermekek (zongoraverseny)
- Quartet vonós hangszerekre és zongorára (bem.: Zeneakadémia, Solti terem, 2016)
- Common Roots (kalrinét-marimba duó, bem.: 2016 Arnold Schönberg Center, Bécs, 2015)
- Gordonkaverseny (bem.: Zeneakadémia, Nagyterem, 2017)
- Nyitány rézfúvós kvintettre (bem.: Várpalota, Thury-Vár, 2018)
- Lógok a szeren (dal zongorakísérettel bem.: Zeneakadémia, Solti terem, 2018)

## Zenei rendezések, szimfonikus hangszerelések

### Nagyjátékfilmek
- BÚÉK (2018, r. Goda Krisztina)
- Lajkó - Cigány az űrben (2018, r. Lengyel Balázs)
- Apró mesék (2019, r. Szász Attila)
- Foglyok (2019, r. Deák Kristóf)
- Hab (2020, r. Lakos Nóra)
- Így vagy tökéletes (2021, r. Varsics Péter)
- A feleségem története (2021, r. Enyedi Ildikó)
- Magyar passió (2021, r. Eperjes Károly)
- Az unoka (2021, r. Deák Kristóf)
- Nagykarácsony (2021, r. Tiszeker Dániel)
- Slingshot (2022 amerikai film, r. Mikael Håfström)
- Tony, Shelly and the Magic Light (2023, r. Filip Posivac)

### Színpadi produkciók
- BRAINS Symphonic Live (2018, társszerző: Balázs Ádám)
- Blahalouisiana Symphonic Live (2018, társszerző: Dobri Dániel)
- Circus Krone (2019, Recirquel)
- Solus Amor (2020, Recirquel)
- Atlétika VB záró ünnepség zenei show (2023, Magyar Zene Háza)
- Bye Alex Symphonic Live (2024)
- Lotfi Begi Symphonic Live (2024)

## További információ
- Hivatalos oldal
- Farkas Bence az Internet Movie Database-ben (angolul)